# Тезімо
Тезімо (італ. Tesimo) — муніципалітет в Італії, у регіоні Трентіно-Альто-Адідже,  провінція Больцано.
Тезімо розташоване на відстані близько 530 км на північ від Рима, 60 км на північ від Тренто, 16 км на північний захід від Больцано.
Населення — 1889 осіб (2014).
Щорічний фестиваль відбувається 15 серпня. Покровитель — Maria Assunta.

## Демографія
Населення за роками:

Станом на 1 січня 2023 року в муніципалітеті офіційно проживали 133 іноземці з 30 країн, серед них 53 громадяни країн Євросоюзу та 1 громадянин України.

## Сусідні муніципалітети
- Гаргаццоне
- Лана
- Наллес
- Сан-Панкраціо
- Сенале-Сан-Феліче